# Zootermopsis angusticollis
Zootermopsis angusticollis är en termitart som först beskrevs av Hagen 1858.  Zootermopsis angusticollis ingår i släktet Zootermopsis och familjen Termopsidae. Inga underarter finns listade i Catalogue of Life.

## Bildgalleri

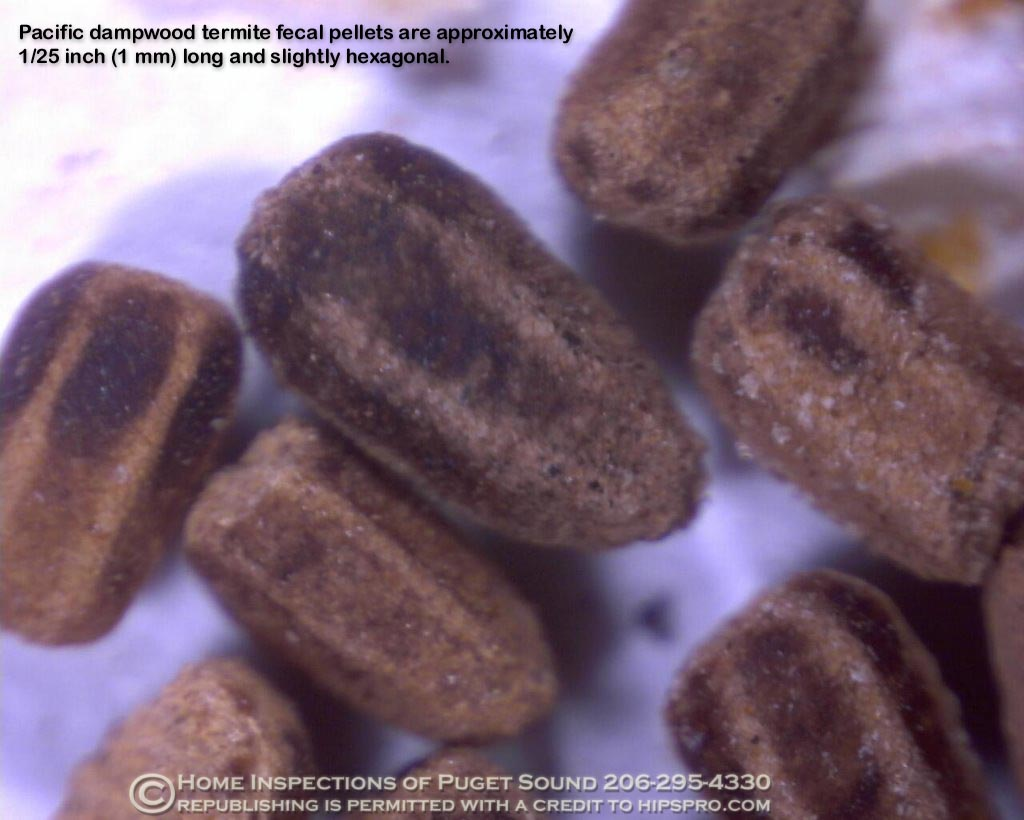
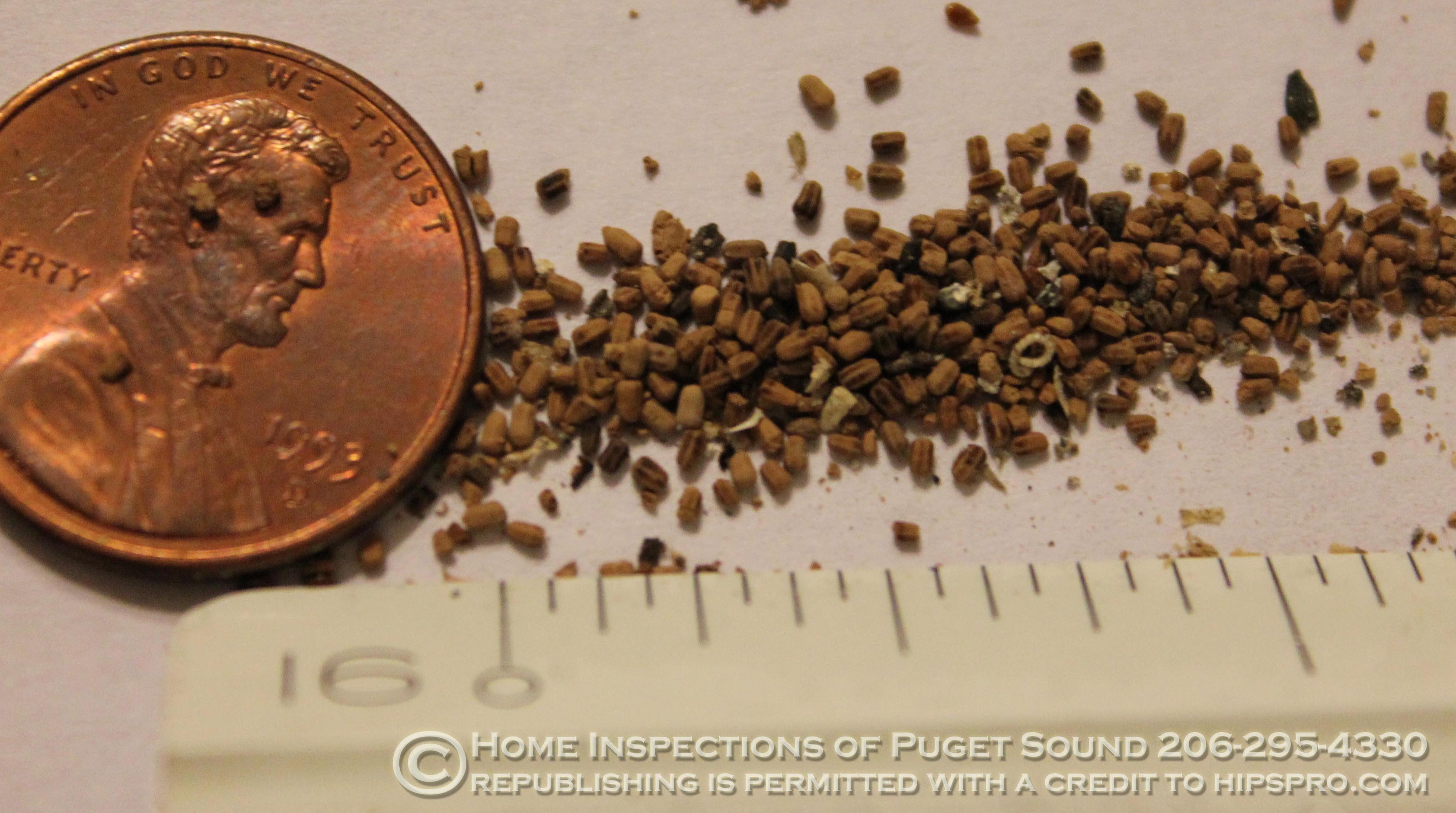